# Championnat d'Italie de rugby à XV 1964-1965
Navigation
Serie A 1963-1964 Serie A 1965-1966
Le Championnat d'Italie de rugby à XV 1964-1965 oppose les douze meilleures équipes italiennes de rugby à XV. Le championnat débute en 1964 et se termine en 1965. Le tournoi se déroule sous la forme d'un championnat unique en matchs aller-retour.
Pour la 1re fois, Partenope Napoli remporte le titre et devient le 8e club à inscrire son nom au palmarès.

## Équipes participantes
Les douze équipes sont les suivantes :
| - GBC Amatori Milan - CUS Firenze - CUS Genova Italsider - CUS Roma Ignis - Fiamme Oro - Frascati | - Rugby Milano - Parme - Partenope Napoli - Petrarca - Rugby Rovigo - Metalcrom Trévise |

## Classement
| Rang | Club                 | J  | V  | N | D  | Pm  | Pe  | Diff | Pts |
| ---- | -------------------- | -- | -- | - | -- | --- | --- | ---- | --- |
| 1    | Partenope            | 22 | 20 | 0 | 2  | 287 | 134 | +153 | 40  |
| 2    | CUS Roma Ignis       | 22 | 16 | 3 | 3  | 158 | 63  | +95  | 35  |
| 3    | Rugby Parma          | 22 | 13 | 4 | 5  | 166 | 125 | +41  | 30  |
| 4    | Rugby Rovigo (T)     | 22 | 12 | 4 | 6  | 186 | 56  | +130 | 28  |
| 5    | Fiamme Oro Padova    | 22 | 12 | 2 | 8  | 140 | 95  | +45  | 26  |
| 6    | Rugby Milano         | 22 | 6  | 5 | 11 | 137 | 153 | -16  | 17  |
| 7    | Metalcrom Trévise    | 22 | 6  | 5 | 11 | 121 | 154 | -33  | 17  |
| 8    | Frascati             | 22 | 6  | 5 | 11 | 96  | 148 | -52  | 17  |
| 9    | Amatori Rugby Milan  | 22 | 7  | 3 | 12 | 126 | 202 | -76  | 17  |
| 10   | Petrarca Padoue      | 22 | 6  | 4 | 12 | 132 | 159 | -27  | 16  |
| 11   | CUS Firenze          | 22 | 4  | 2 | 16 | 123 | 175 | -52  | 10  |
| 12   | CUS Genova Italsider | 22 | 4  | 1 | 17 | 126 | 146 | -20  | 9   |

|  | Vainqueur (no 1)         |
|  | Relégués (no 11, no 12)  |
|  | T : tenant du titre 1964 |

Attribution des points :  victoire : 2, match nul : 1, défaite : 0.

## Vainqueur
| Entraîneur | Entraîneur             | Emilio Fusco                                 |
| Avants     | Pilier                 |                                              |
| Avants     | Talonneur              | Esposito, Grieco                             |
| Avants     | Deuxième ligne         | Cane, Cecere, A. De Giovanni                 |
| Avants     | Troisième ligne aile   | Lalic                                        |
| Avants     | Troisième ligne centre | Trapanese                                    |
| Arrières   | Demi de mêlée          |                                              |
| Arrières   | Demi d'ouverture       | F. Ascantini, Carbone, E. De Giovanni, Russo |
| Arrières   | Centre                 |                                              |
| Arrières   | Ailier                 | D'Orazio, Rodà                               |
| Arrières   | Arrière                | Carlotto, Siano                              |